# 葛飾北為
葛飾 北為（かつしか ほくい、生没年不詳）とは、江戸時代後期から明治時代にかけての浮世絵師。

## 来歴
葛飾北斎の門人。本姓は深尾、名は不明。白山人と号す。明治26年（1893年）頃、深川に住んだという。作画期は天保から明治にかけてで、錦絵の他に版本挿絵、肉筆画や千代紙の下絵を描く。

## 作品
- 『絵本柳樽』　※弘化3年（1846年）刊行
- 『菊のすかたみ』
- 『延寿古状揃大成』　※慶応2年（1866年）
- 「東にしき絵由来」　大判3枚続錦絵
- 「日蓮上人御一代 七面大明神ゆらひ」　横大判錦絵
- 「福原殿舎怪異之図」 大判3枚続錦絵　ボストン美術館所蔵